# Westworld
Westworld är en amerikansk science fiction- och thriller-TV-serie skapad av Jonathan Nolan och Lisa Joy för HBO, baserad på filmen med samma titel från 1973, som skrevs och regisserades av den amerikanske författaren Michael Crichton. Nolan är seriens exekutive producent tillsammans med Joy, J.J. Abrams och Bryan Burk. Den första säsongen består av tio avsnitt och hade premiär 2 oktober 2016.
TV-serien beskrivs som "en mörk odyssé om uppkomsten av artificiellt medvetande och syndens framtid". Den berättar historien om en futuristisk, västern-tematisk nöjespark vid namn Westworld, som befolkas av androider benämnda "värdar". Nöjesparken är skapad för människor, benämnda "nykomlingar" eller "gäster", som betalar dyrt för att gå in i nöjesparken. Där kan de göra vad som helst, utan fruktan för hämnd från "värdarna".
Inspelningsplatsen i Kalifornien drabbades av de stora skogsbränderna 2018 och många av byggnaderna brann ned till grunden.
I november 2022 meddelades det att HBO lade ner serien.

## Rollista

### Återkommande roller
| Lili Simmons         | – Abigail                       |
| Lena Georgas         | – Lori                          |
| Currie Graham        | – Craig                         |
| Ptolemy Slocum       | – Sylvester                     |
| Louis Herthum        | – Peter Abernathy, Dolores far. |
| Oliver Bell          | – Little Boy                    |
| Steven Ogg           | – Rebus                         |
| Michael Wincott      | – Old Bill                      |
| Eddie Rouse          | – Kissy                         |
| Brian Howe           | – Sheriff Pickett               |
| Demetrius Grosse     | – Deputy Foss                   |
| Leonardo Nam         | – Felix Lutz                    |
| Kyle Bornheimer      | – Clarence                      |
| Bradford Tatum       | – Bartender/New Abernathy       |
| Timothy Lee DePriest | – Walter                        |
| Talulah Riley        | – Angela                        |
| Gina Torres          | – Lauren                        |